# دبليو سي دبليو مايهيم (لعبة فيديو)
دبليو سي دبليو مايهيم (بالإنجليزية: WCW Mayhem) ، هي لعبة فيديو إلكترونية من نوع رياضة المصارعة الحرة، نشرها شركة إلكترونيك آرتس الأمريكية سنة 1999م، وتعمل لنظامي بلاي ستيشن وجيم بوي كولر المحمول.